# Генріх фон Фельдеке
Генріх фон Фельдеке (нім. Heinrich von Veldeke, лімб. Heinric van Veldeke, нід. Hendrik van Veldeke) — один із найвідоміших німецьких поетів  середньовіччя. Його вважають батьком німецької вернекулярної літератури. Мінезингер. Писав переважно фрасконським діалектом.
Автор куртуазного епосу «Енеїда» (Eneit), релігійного епосу «Святий Сервацій» (St.Servatius) та кількох десятків любовних пісень.
Через те, що «Святий Сервацій» та декілька його любовних пісень написані лімбургзьким діалектом, нідерландці у свою чергу стверджують, що Фельдеке — найперший відомий поет їхньої літератури.

## Біографія
Про життя Генріха фон Фельдеке відомо дуже мало. Народився поет у першій половині XII ст. поблизу  Маастрихту та Гассепту, що в провінції Лімбург.Був одним із найосвіченішим поетів своєї доби; деякі поети зверталися до нього, використовуючи титул Лорд та Майстер. З його ж праць видно, що він був обізнаний з античною літературною традицією та з тогочасною сучасною літературою. Фельдеке служив при дворі графа Лоонського, а також деякий час перебував при дворі Фрідріха Барбаросси. Готфрід Страсбурзький заявляв, що Фельдеке — перша прищепа на стеблі німецької літератури, а також те, що його вплив помітний у творчості багатьох пізніших німецьких авторів.

## Твори

### Енеїда
«Енеїда» — найвідоміший твір Генріха фон Фельдеке, в якому він описує втечу Енея з Трої до Лації. Основою для його версії епіки слугували Вергілієва «Енеїда» та давньофранцузька переробка цього сюжету — «Роман про Енея» (фр. Roman d'Enéas). Проте, ця епіка має чисто середньовічно-лицарський характер, в ній не простежується жодного духу античності. Сам Еней зображений як мандрівний лицар, що шукає пригод  (щось на кшталт лицарям Круглого столу). Героїня ж твору також середньовічна «дама серця», за чиєю волею здійснюються героїчні подвиги і битви. А сама поема несе сентиментальний характер.
Найбільшу частину твору Фельдеке написав між 1170-1175 рр. Однак, він вимушений був призупинити свою роботу над твором, адже під час весільного святкування в Клеве хтось навмисне поцупив рукопис його роботи. За сприянням Герман I (ландграфа Тюрінгії) Фельдеке таки повертають його писання і він закінчує свою версію епосу в 1185 році.

### Святий Сервацій
«Святий Сервацій» — найперша праця Генріха фон Фельдеке. Твір складається з двох частин. Перша є біографією (vita) Сервація, святого покровителя міста Маастрихт, який помер 13 травня 384 року. Друга є частина розповідає про дива Сервація, що він їх здійснив після смерті. Вважається, що друга частина праці була написана між 1174-1185 рр.

### Мінезанг
Найулюбленішими темами його ліричних пісень є весна та любов. Фельдеке часто розповідає про жіночу невірність та  легковажність, а себе змальовує ідеалом вірності, стверджуючи, що він постійний в коханні, як Трістан відносно Ізольди, хоч і не пив жодного чарівного трунку.
Одну з пісень Генріха фон Фельдеке переклав Леонід Первомайський:

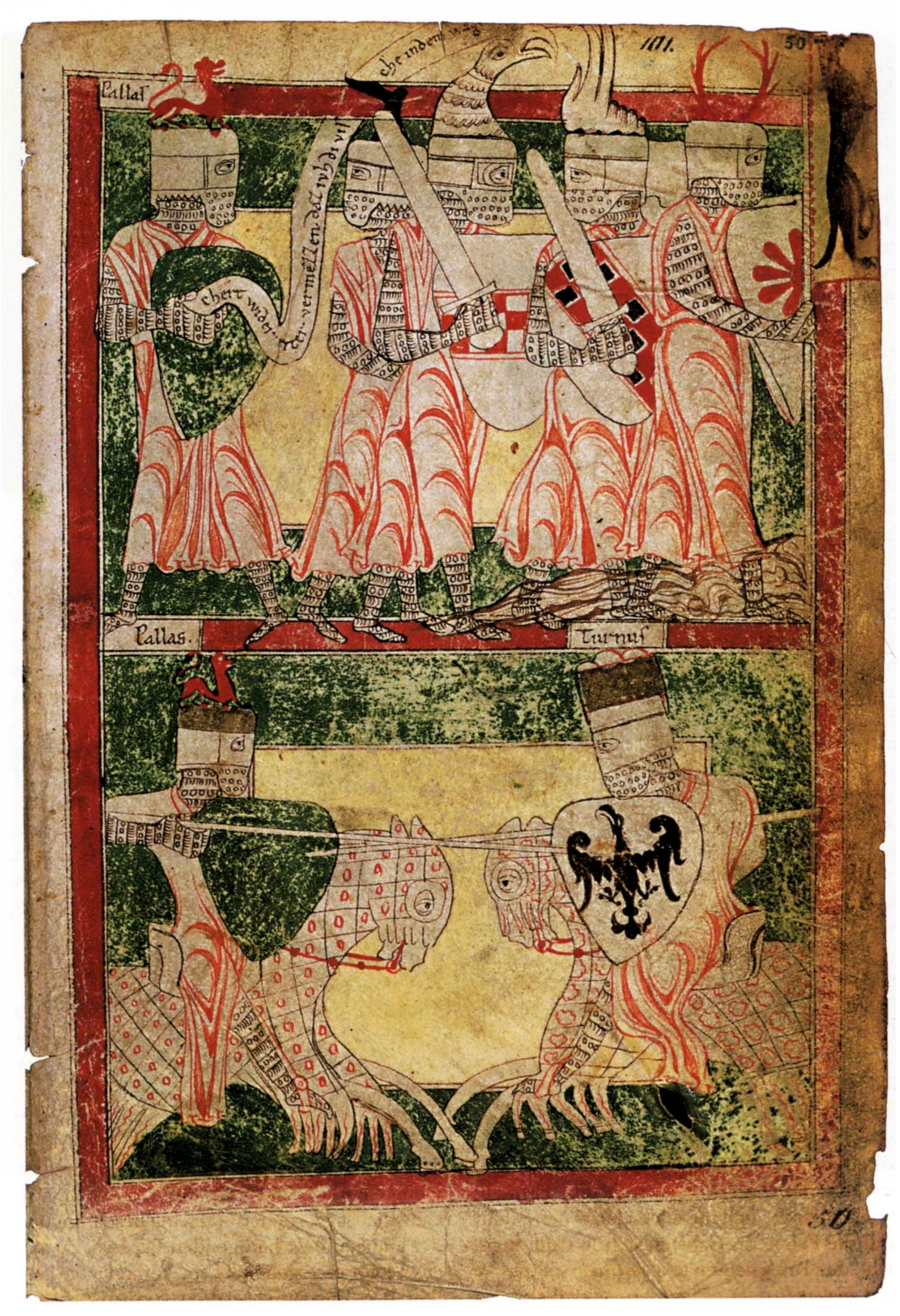
Ілюстрація з «Енеїди»

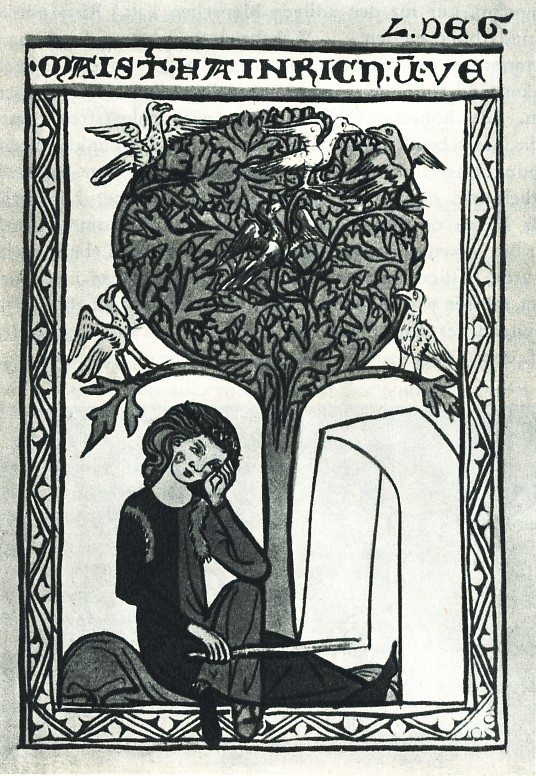
Фельдеке на сторінках «Вайнгартнерського пісенника»

|  | Кволе сонце у просторах нив Перед холодами присмеркає, І малої пташки спів, Що в теплі бринів, змовкає; Серце сум моє сповив; Вже недовго ждать снігів, Приморозок все вбиває; На прозорий гай Важко глянуть - Квіти в'януть. На душі одчай, Бо й коханню край. |